# Alois Esterházy z Galanty
Hrabě Alois Fidel Esterházy z Galanty (maďarsky galántai Esterházy Alajos-Fidelis, 19. února 1780, Vídeň – 8. srpna 1868 tamtéž) byl uherský šlechtic z rodu Esterházyů, podplukovník císařské armády a komorník, významný mecenáš umění a manžel harfenistky Johany Esterházyové.

## Život
Narodil se ve Vídni jako syn hraběte Jana Nepomuka Esterházyho z Galanty (1754-1840), nejvyššího župana Veszprémské župy, a jeho manželky Anežky, rozené Bánffyové z Losoncze (1756-1831). Měl bratry Františka (1778–1855) a Denise (1789–1862). František byl komorníkem uherského primase.  
Svá studia započal v Kluži a dokončil je v roce 1797 na Vojenské akademii ve Vídeňském Novém Městě. V září téhož roku nastoupil k pluku Josefa Alvinczyho, s nímž se zúčastnil obléhání hradu Cuneo v Piemontu. Dobrovolně se přihlásil k útoku, při kterém byl střelen do ramene a zajat. Po zotavení byl propuštěn.
V roce 1799 se stal poručíkem Nádasdyho pěšího pluku a později byl přidělen k Merfeldovu pěšímu pluku. V roce 1805 se stal podplukovníkem sedmihradské povstalecké armády a v roce 1812 majorem husarského pluku. V roce 1816 byl jmenován komorníkem. Jako příslušník savojského dragounského pluku sloužil v hodnosti podplukovníka po celou dobu francouzského tažení.

### Manželství
V roce 1818 opustil vojenskou kariéru a dne 20. května se oženil. Jeho manželkou se stala hraběnka Johana Batthyányová. Sestra jeho manželky, Josefa Batthyányová (1793–1831), byla první manželkou jeho bratra Františka (1778–1855). Bratři se oženili se sestrami Batthyányovými, ani jeden z párů však neměl děti.
Manželka Aloise Fidela Johana byla vynikající harfenistkou a velkou mecenáškou hudebníků, byla v kontaktu s Fryderykem Chopinem, který pro ni napsal několik skladeb, podporovala Eliase Parishe-Alvarse, Johna Thomase, Johanna Dubeze a Jana Nepomuka Dunkla.  
Manželé bydleli ve Vídni, ale společný majetek přenechali maďarské nadaci, která po desetiletí poskytovala podporu znevýhodněným osobám.
Hrabě Alois Fidel Esterházy z Galanty zemřel 8. srpna 1868 ve Vídni a byl pohřben v hrobce v Hietzingu, kterou nechal zřídit pro sebe a svou manželku.